# Leptomyrmex ruficeps
Leptomyrmex ruficeps is een mierensoort uit de onderfamilie van de Dolichoderinae. De wetenschappelijke naam van de soort is voor het eerst geldig gepubliceerd in 1895 door Emery.